# Brandt Clarke
Brandt Clarke (Nepean, Ontario, 9 de febrero de 2003) es un jugador profesional canadiense de hockey sobre hielo que se desempeña en la posición de defensor derecho en Los Angeles Kings, equipo de la National Hockey League (NHL).

## Carrera
Fue seleccionado en la primera ronda en la NHL Entry Draft de 2021. En 2022 hizo su debut profesional con el equipo Los Angeles Kings, donde lleva jugando dos temporadas.